# Eva Liedström Adler
Eva Liedström Adler, född 20 augusti 1954 i Jönköping, är en svensk jurist och ämbetsman. 
Hon har tidigare varit bland annat åklagare och avdelningschef på dåvarande Riksskatteverket och sedermera Skatteverket. Hon var 2006–2015 chef för Kronofogdemyndigheten och den första personen att inneha titeln rikskronofogde. Från 2015 till 2019 var hon generaldirektör på Arbetsgivarverket. 
Adler läste juridik vid Lunds universitet och avslutade sina studier 1981.